# وسط بين نجمي
| ولادة النجوم |
| - وسط بين نجمي - غيمة جزيئية - كرة بوك - سديم مظلم - جرم نجمي فتي - نجم أولي - نجم تي الثور - نجم قبل النسق الأساسي - هيربيغ أي/ نجم بي - سديم شمسي |
| أصناف الأجرام الفلكية |
| - جرم هيربج هارو |
| المفاهيم النظرية |
| - دالة الكتلة الأولية - كتلة جينس - آلية كلفن هلمهولتز - فرضية السديم - هجرة الكواكب                                                                |
| هذا الصندوق: اعرض ناقش عدل |

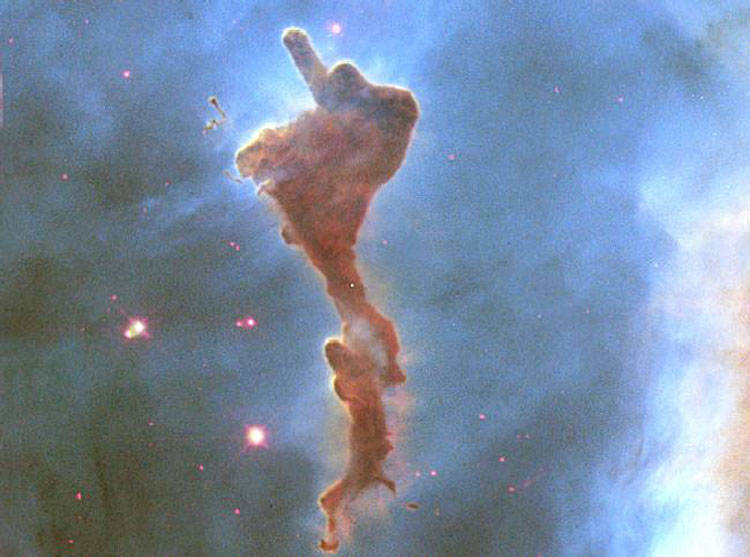
سحابة جزيئية من غبار وغازات تنفصل من سديم القاعدة التقطها تلسكوب هابل الفضائي. يبلغ عرض الصورة التي التقطت نحو 2 سنة ضوئية.

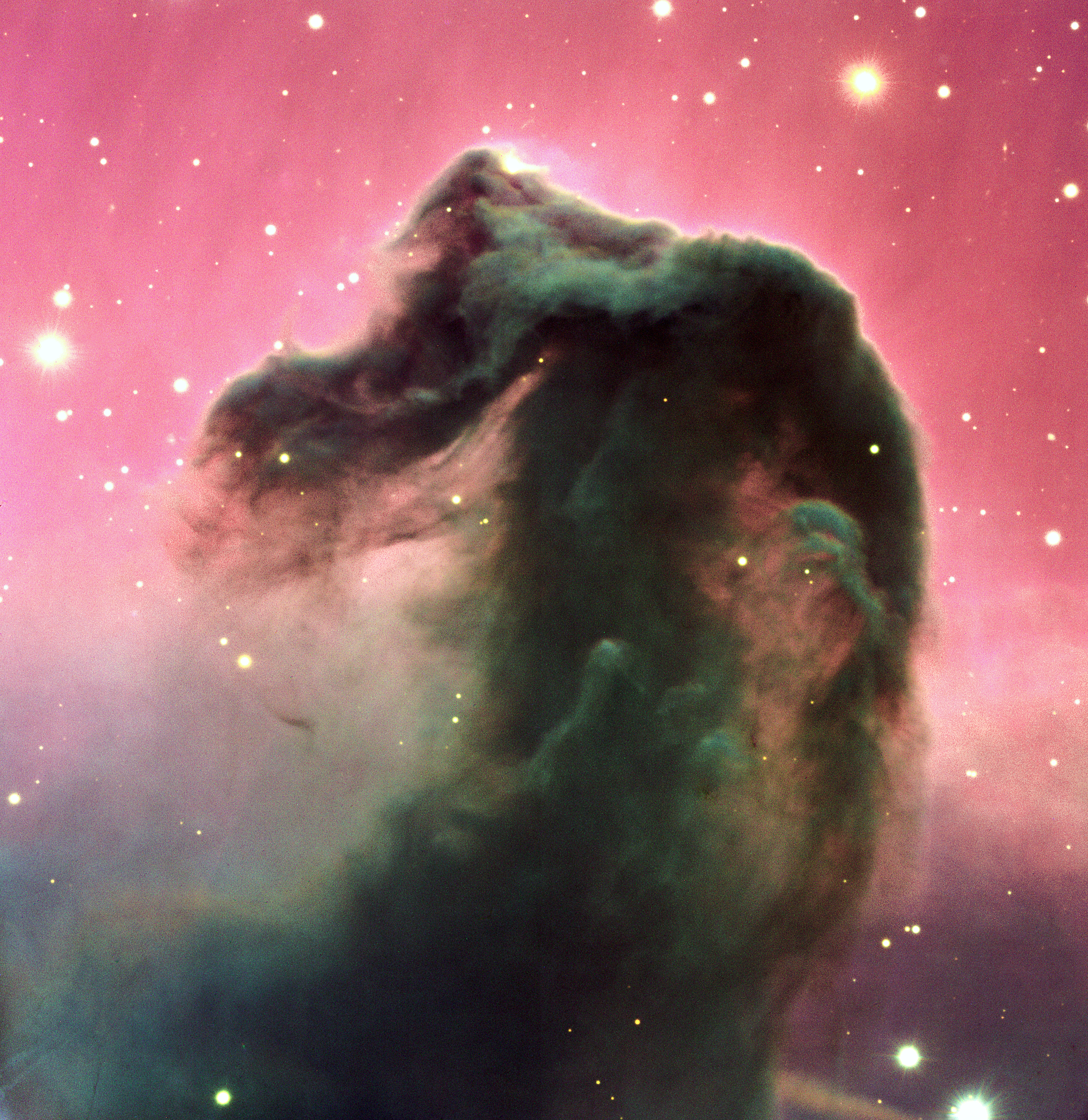
سديم رأس الحصان (سديم مظلم) في كوكبة الجبار تصريح من [ESO].

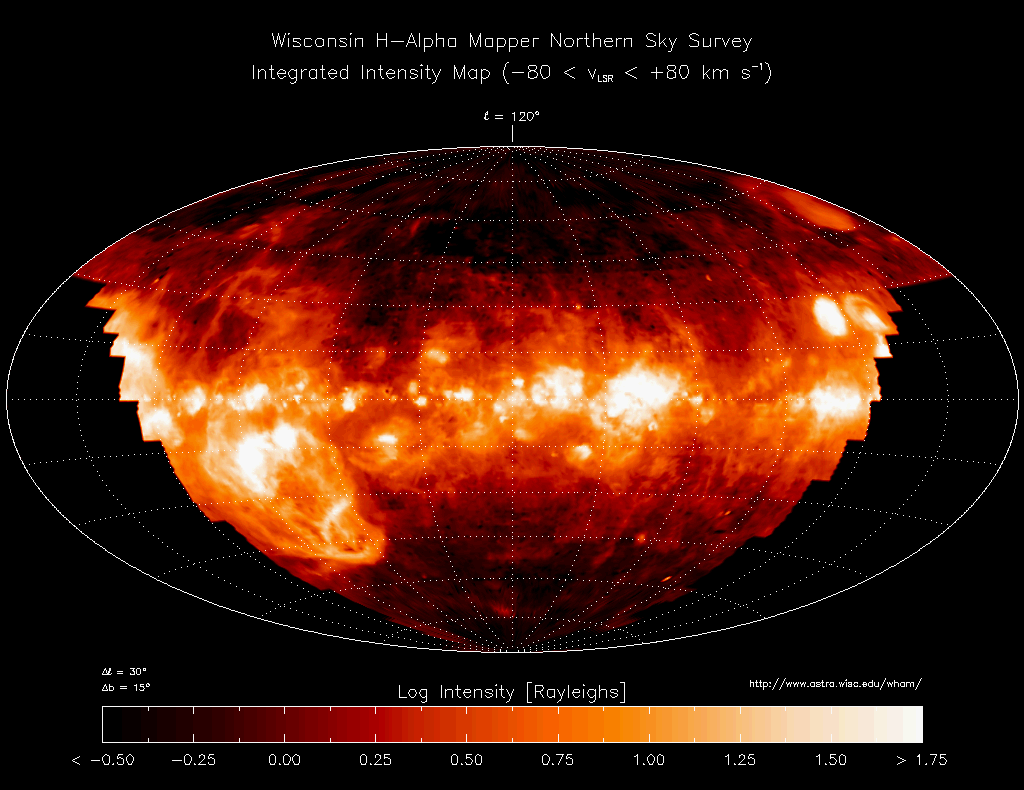
توزيع الهيدروجين المؤين في بعض اجزاء الوسط بين النجمي في المجرة كما سجله مسبار WHAM الفضائي، (Haffner, Reynolds, Tufte & Madsen 2003).

في علم الفلك، الوسط بين النجمي هو المادة والإشعاع الموجودان في الفضاء بين الأنظمة النجمية في المجرة. تشمل هذه المادة الغازات الأيونية والذرية والجزيئية وكذلك الغبار والأشعة الكونية. يملأ هذا الوسط الفضاء بين النجمي ويمتزج بسلاسة في الفضاء المحيط بالمجرات. تُسمى الطاقة التي توجد في الفضاء نفسه، على شكل إشعاع كهرومغناطيسي، بمجال الإشعاع بين النجمي. يتكون الوسط بين النجمي من مراحل متعددة اعتمادًا على طبيعة المادة سواء كانت أيونية أو ذرية أو جزيئية ودرجة حرارة وكثافة المادة. يتكون الوسط بين النجمي بشكل أساسي من الهيدروجين، يليه الهيليوم وكميات ضئيلة من الكربون والأكسجين والنيتروجين مقارنةً بالهيدروجين. تكون الضغوط الحرارية لهذه المراحل في حالة توازن تقريبي مع بعضها البعض. توفر المجالات المغناطيسية والحركات المضطربة ضغطًا إضافيًا في الوسط بين نجمي. وعادةً ما تكون أكثر أهميةً من الضغط الحراري من الناحية الديناميكية.
في جميع المراحل، فإن كثافة الوسط النجمي منخفضة للغاية وفقًا للمعايير الأرضية. في المناطق الباردة والكثيفة في الوسط البين نجمي، توجد المادة في المقام الأول في شكل جزيئي أو ذري، وقد تصل كثافتها إلى مليون جزيء أو ذرة لكل سنتيمتر مكعب. في المناطق الحارة والمنتشرة في الوسط البين نجمي تكون المادة متأينةً بشكل أساسي، وقد تنخفض الكثافة لتصل إلى 10-4 أيون أو ذرة لكل سنتيمتر مكعب. هذه القيم منخفضة للغاية مقارنةً بقيمة كثافة الهواء عند مستوى سطح البحر، التي تصل إلى 1019 جزيء لكل سنتيمتر مكعب؛ ومقارنة بكثافة أجهزة الفراغ العالي في المختبرات فهي تصل إلى 1010 جزيء لكل سنتيمتر مكعب.
يشكل الغاز بجميع أشكاله 99% من كتلة الوسط بين نجمي، بينما يشكل الغبار 1% من الكتلة. كما يشكل الهيدروجين 91% من الذرات في غاز الوسط غير نجمي، بينما يشكل الهيليوم 0.1% من الغاز، وتشكل الفلزات الأثقل من الهيدروجين والهيليوم 0.1% من الغاز. يشكل الهيدروجين 70% من الكتلة ، بينما يشكل الهيليوم والعناصر الأثقل 28% و 1.5% من الكتلة على التوالي. نتج الهيدروجين والهيليوم في المقام الأول بفعل التكون النووي الأولي خلال الانفجار العظيم ، في حين أن تشكلت العناصر الأثقل في الوسط بين نجمي في الغالب بفعل عملية التطور النجمي.
يلعب الوسط بين نجمي دورًا مهمًا في الفيزياء الفلكية على وجه التحديد بسبب دوره الوسيط بين المقاييس النجمية والمجرية. تتشكل النجوم داخل المناطق الأكثر كثافة في الوسط بين نجمي، والتي تساهم في النهاية في تشكل السحب الجزيئية وتزويد آي إس إم بالمادة والطاقة من خلال السدم الكوكبية والرياح النجمية والمستعرات العظمى. يساعد هذا التفاعل بين النجوم والوسط بين نجمي في تحديد معدل استنفاذ الغاز في المجرات، وبالتالي تحديد مدة تشكل النجوم فيها.

وصلت مركبة فوياجر 1 الفضائية إلى الوسط بين نجمي (آي إس إم) في 25 أغسطس 2012، ما يجعلها أول جسم اصطناعي أرضي يخرج من المجموعة الشمسية. ستتم دراسة البلازما والغبار بين النجمي حتى الموعد المتوقع لانتهاء المهمة في عام 2025. وصلت مركبة فوياجر 2 إلى آي إس إم في 5 نوفمبر 2018.

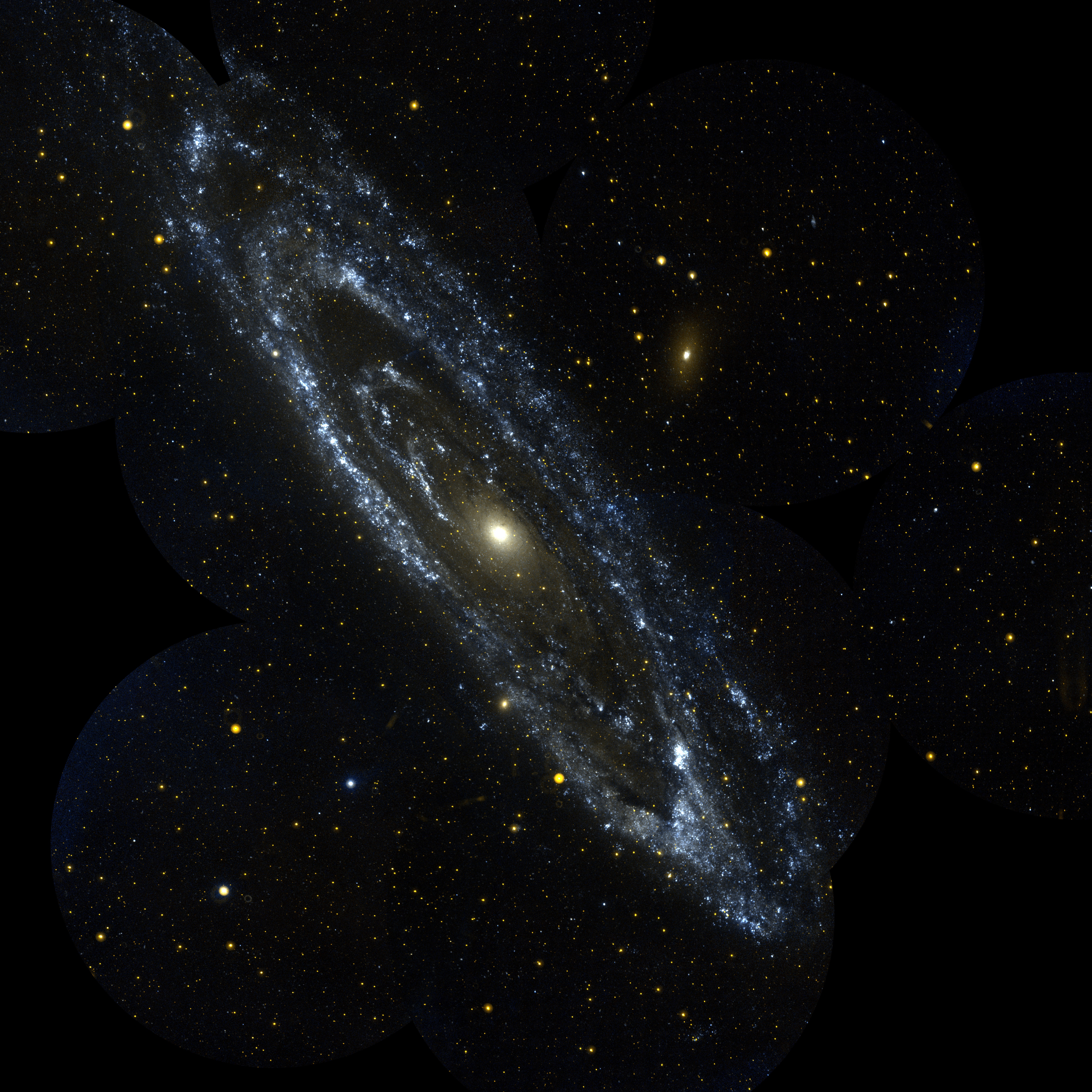
مجرة المرأة المسلسلة ، النواة في الوسط والأذرع الحلزونية حولها وتتكون من تجمعات نجمية ووسط بين نجمي.

## خواص وأنواع الوسط بين النجمي
لا يتوزع الوسط بانتظام داخل المجرة ولكن تسحبه الجاذبية في طبقة رقيقة في قرص المجرة على شكل سحب. وأحيانا يكون الغاز ساخنا ويطلق ضوءا مرئيا ويسمى سديم إشعاعي. وغالبا ما يكون مصدر الإشعاع نجوم شابة من نوع O أو B . وحين يكون الغاز باردا يمكن رؤيته من الضوء المنعكس عليه من نجم قريب، وفي تلك الحالة يسمى سديم عاكس. وأحيانا يكون الوسط كثيفا كثافة تحجب ضوء النجوم في الخلفية فيسمى سديم مظلم. وعلى الرغم من أن النوعين الأخيرين لا يصدران ضوءا مرئيا ولكنهما يصدران ضوءا غير مرئيا في حيز الأشعة تحت الحمراء ، ويمكن للتلسكوبات الحساسة للأشعة تحت الحمراء تصويرها وتحليل أطيافها.

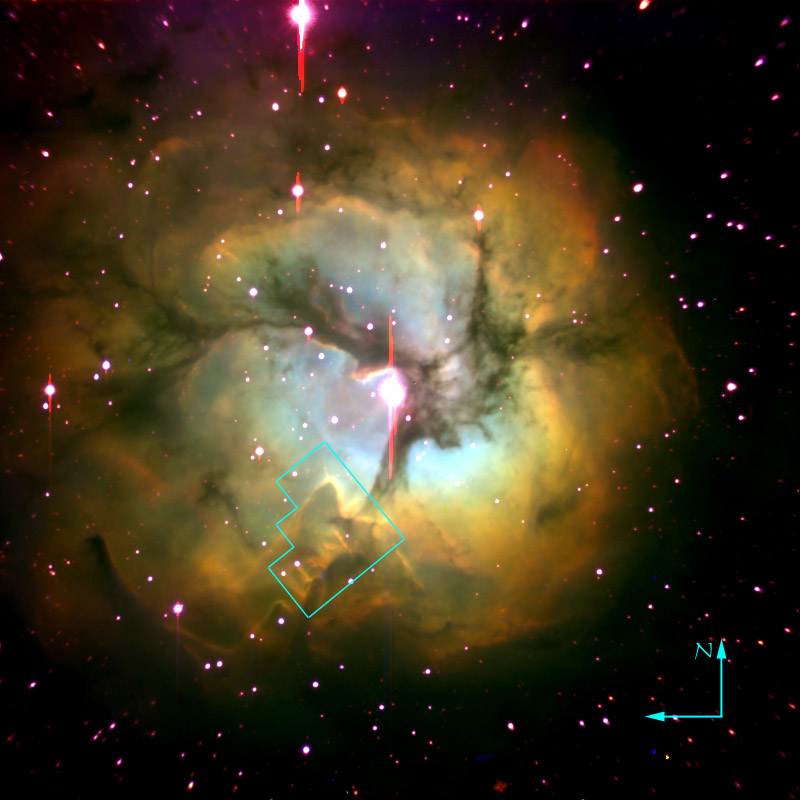
سديم تريفيد أو مسييه 20.

## تحليل الوسط البين نجمى
تمكننا الأشعة المختلفة التي يطلقها الوسط أو التي يعكسها من معرفة خواصه وتكوينه الكيميائى عن طريق تحليل الطيف (علم الأطياف ) الخاص بالسدم والسحب الغازية في الفضاء ، حيث تمتص الذرات أو الجزيئات الطول الموجى للضوء المكافئ لتغير في طاقة اللإلكترون. لذا عند مقارنة الطيف القادم من النجم من خلال السدم بطيف النجم الأصلى يمكن تحديد مستويات الطاقة الناقصة التي تظهر على شكل خطوط سوداء تتراص في الطيف كحزم ، وكذلك الحال بالنسبة للسدم الساخنة حيث تصدر خطوط إشعاع في الطيف. وهكذا عند دراسة خطوط الإشعاع وخطوط الامتصاص في طيف النجم أو السديم أو السحابة الغازية يمكن معرفة التكوين ودرجة الحرارة والكثافة في الوسط.

## تقدم جديد نحو حل الألغاز الوسط بين نجمي
يُعَدّ الغموض الذي يتعلق بانتشار الأطياف النجمية (diffuse interstellar bands) والذي يُعرف اختصاراً بـ DIBs واحداً من أكثر الأسئلة المثيرة للجدل في الكيمياء الفلكية. وهذه الحزم الطيفية تشكل مجموعة من 400 رابطة امتصاص تظهر في الطيف الضوئي الذي يصل الأرض بعد اجتيازه الوسط بين النجمي. على الرغم من الجهود البحثية المكثفة خلال العقود القليلة الماضية إلا أن هذه المهمة بقيت صعبة ، وذلك رغم وجود مؤشرات على أنها تنشأ من وجود جزيئات الهيدروجين الكبيرة في الوسط بين النجمي. وقد أضفت التجارب الحديثة التي قام بها معهد ماكس بورن مصداقيةً جديدة على هذه الفرضية.
ومن بين الهيدروكربونات التي يُحتمل أن تكون ناقلة لحزم ترددات الانتشار DIBs، تُعد الهيدروكربونات العضوية متعددة الحلقات polycyclic aromatic hydrocarbons والتي تُعرف اختصاراً بـ PAHs واعدة. تَبيَّن وجود جزئيات هذه الهيدروكربونات سابقاً في العديد من الأجسام الفلكية، كما هو الحال في الوسط بين النجمي في مجرة درب التبانة. إلا أنه في مجال الفلك فإن عرض خطوط طيف الانتشار DIBs والذي يعد مؤشراً على عُمْر الحالات المُثارة في عملية الامتصاص، يُعتبر حجةً ضد الهيدروكربونات العضوية متعددة الحلقات. أُجريت تجربة جديدة بالتعاون مع علماء من جامعة ليون، وبمساهمة نظرية من علماء جامعات هايدلبرغ، وحيدر آباد، ولايدن. وقد تبين أن أعمار الحالات المعنية ضمن الأحجام الصغيرة والمتوسطة للهيدروكربونات العضوية متعددة الحلقات تتفق مع عرض خطوط أطياف الإنشار .
خلال تجارب معملية، تم تأيين سلسلة من جزيئات الهيدروكربونات العضوية متعددة الحلقات ذات الأحجام الصغيرة إلى المتوسطة (النفثالين، والأنثراسين، والبيرين، والتتراسين والتي تحتوي من 2-4 حلقات عضوية تشبه حلقة البنزين) بواسطة ضربها بنبضة ليزر من الأشعة فوق البنفسجية القصيرة القصوى (ultrashort extreme-ultraviolet) والتي تٌعرف اخصاراً بـXUV.

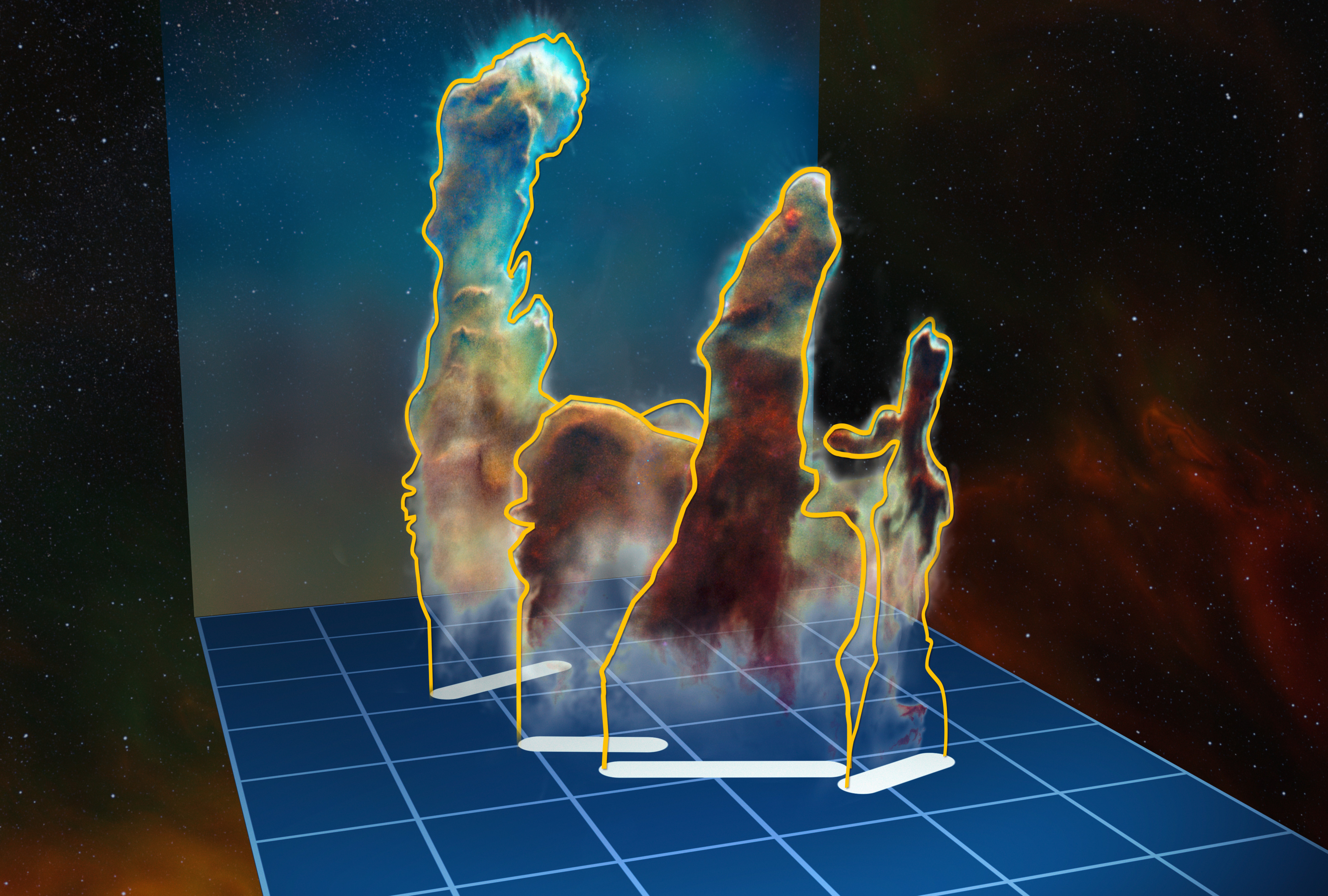
أعمدة الخلق وتولد نجوم جديدة.

ونتيجة لارتباط الإلكترون، فإن امتصاص فوتون XUV لم يؤدِ فقط إلى إزالة أحد الإلكترونات من الجزيئ، بل أدى كذلك إلى إثارة إلكترونات أخرى في الأيون الجزيئي المتخلف. تم رصد عُمْر هذه الحالات المثارة من الإلكترونات المربوطة بالجزيء من خلال التحقُّق من الأيونات بواسطة نبضة ليزر معتدلة القوة من الأشعة تحت الحمراء بالإضافة إلى تأخير زمني. وعندما تشكلت الأيونات كانت الإثارة الإلكترونية للجزيئات في أعلى مستوى لها، وكانت هناك حاجة فقط إلى واحدٍ أو القليل من فوتونات الأشعة تحت الحمراء لإزالة إلكترون ثانٍ من مداره.
إلا أنه بعد فترةٍ وجيزة عندما يهدأ الأيون وتنتقل الطاقة من مستوى الحرية الإلكترونية إلى مستوى الحرية الذبذبية في الجزيء ، عندها ستكون هناك حاجة للمزيد من فوتونات الأشعة تحت الحمراء لإزالة إلكترون ثانٍ. بعبارة أخرى، قادت دراسة تشكل الأيونات مضاعفة الشحنة كدالة على التأخر الزمني بين نبضات ليزر XUV و IR إلى استخلاص أعمار الحالات المُتشكلة بواسطة عملية التأين بالأشعةXUV. كما اتضح فيما بعد وكان مُدعماً بالحسابات الدقيقة، ان هذه الأعمار التي تصل إلى عشرات الفيمتو ثانية، هي ضمن النطاق المطلوب للقدرة على نشأة حزم أطياف الـ DIBs.
وإذا ما ذهبنا إلى ما أبعد من تطبيقات حزم أطياف الـ DIBs، فإن التجارب الحديثة لها تطبيقات في العلوم فائقة السرعة. ومن أهم الأهداف التي نسعى وراءها في مجال العلوم فائقة السرعة هو مراقبة تحرك الشحنة أي الإلكترونات سريعة الحركة (من الأوتو ثانية إلى الفيمتو ثانية القليلة) أو الفراغ داخل البنية الجزيئية. وقد اُقترح أن انتقال الشحنة قد يقدّم فرصاً جديدةً للتحكم بالتفاعل الكيميائي. وهو هدف قديمٌ قِدَم الأبحاث الكيميائية نفسها.
تُعَد المؤشّرات الأولية للمدى الزمني حول ديناميكيات الانتقال السريع من الأوتو ثانية إلى الفيمتو ثانية قليلة ويمكن ملاحظتها في الجزيئات عديدة الذرات التي تحصّل عليها الباحثون في جامعة ميلانو العامَ الفائت. إن الجزئيات العطرية متعددة الحلقات التي تمت دراستها في التجارب عن الـ MBI تمثل أكبر الأنواع الجزيئية التي تم تطبيقها إلى الآن بواسطة مِضخّة المسبار الطيفي فائق السرعة الذي يعمل بأشعة XUV-IR. وبالإضافة إلى الفهم الواضح للاسترخاء الإلكتروني السريع الذي تم الحصول عليه من العمل الحالي، فإن العمل النظري الذي صُمِّم من أجل تفسير النتائج يقتَرح أن الهيدروكربونات العطرية عديدة الحلقات هي مرشح مثالي لمراقبة المدى الزمني السريع لانتقال الشحنات. وسيتم إجراء مثل هذه التجارب مستقبلاً.

## اقرأ أيضا
- منطقة هيدروجين I
- منطقة هيدروجين II
- سديم إشعاعي
- سحب بين النجوم
- وسط بين كوكبي
- أعمدة الخلق
- قائمة جزيئات والوسط بين نجمي